# Interfront
El Front Internacional dels Treballadors de l'RSS de Letònia o Interfront (letó Latvijas PSR Internacionālā Darbaļaužu fronte, Interfronte, rus: Интернациональный фронт трудящихся Латвийской ССР, Интерфронт), fou una organització socialista pro-soviètica a la República Socialista Soviètica de Letònia, que durant els anys 1989-1991, donà suport a la permanència de Letònia en el si de l'URSS.
Va ser fundada el gener de 1989, com a reacció a la creació del pro-independentista Front Popular de Letònia El 1989, va participar en la formació del Front Unitari de Treballadors de l'URSS (Объединенный фронт трудящихся СССР).
La direcció central d'Interfront publicà el diari Edinstvo (rus: Единство, "Unitat"). Les seccions locals de l'organització, per exemple, a Liepāja, van publicar els seus propis butlletins d'informació. Interfront també va fer programes de ràdio.
Entre els líders de Interfront es poden citar a Igor Lopatin, Anatoli Alekseiev, i Tatjana Ždanoka.
Interfront va ser especialment actiu durant els esdeveniments a Letònia de gener de 1991, en la qual diversos civils i policies van morir en enfrontaments amb les unitats OMON lleials al Govern central de Moscou.
El setembre de 1991, després de la restauració de la independència de Letònia enfront de l'URSS, el Consell Suprem [Parlament de Transició] va aprovar un decret on es proscrivia l'Interfront, juntament amb el Partit Comunista de Letònia i algunes organitzacions de l'oposició.
Com a resultat d'aquesta prohibició, aquells que se sap que han estat membres d'Interfront després del 13 de gener de 199, han hagut de fer front a restriccions per a la naturalització com a ciutadans de Letònia. Als activistes ex-Interfront que tenen la ciutadania de Letònia se'ls ha prohibit presentar-se com candidats a les eleccions municipals o al Saeima (Parlament).